# 1. divisjon 2016 (football americano norvegese)
La 1. divisjon 2016 è la 24ª edizione del campionato di football americano di secondo livello, organizzato dalla NAIF.

## Squadre partecipanti
| Club                 | Città     | Stadio | Sponsor ufficiale | Risultato nella stagione 2015 |
| -------------------- | --------- | ------ | ----------------- | ----------------------------- |
| Åsane Seahawks       | Bergen    |        |                   |                               |
| Drammen Warriors     | Drammen   |        |                   |                               |
| Haugesund Hurricanes | Haugesund |        |                   |                               |
| NTNUI Nidaros Domers | Trondheim |        |                   |                               |
| Sarpsborg Olavs Menn | Sarpsborg |        |                   |                               |

## Stagione regolare

### Calendario

#### 1ª giornata
| Trondheim 16 aprile 2016 | NTNUI Nidaros Domers | 22 – 14 | Sarpsborg Olavs Menn | Lade idrettspark |

| Åsane 16 aprile 2016 | Åsane Seahawks | 63 – 0 | Drammen Warriors | Myrdal Gress |

#### 2ª giornata
| Haugesund 24 aprile 2016 | Haugesund Hurricanes | 7 – 27 | Åsane Seahawks | Haugesund Idrettspark |

#### 3ª giornata
| Haugesund 30 aprile 2016 | Haugesund Hurricanes | 7 – 43 | NTNUI Nidaros Domers | Haugesund Idrettspark |

| Skjeberg 1º maggio 2016 | Sarpsborg Olavs Menn | 14 – 12 | Drammen Warriors | Skjeberg Sportsplass |

#### 4ª giornata
| Åsane 8 maggio 2016 | Åsane Seahawks | 60 – 6 | Haugesund Hurricanes | Myrdal Gress |

| Drammen 8 maggio 2016 | Drammen Warriors | 6 – 7 | Sarpsborg Olavs Menn | Bergsskog |

#### 5ª giornata
| Drammen 14 maggio 2016 | Drammen Warriors | 6 – 53 | NTNUI Nidaros Domers | Bergsskog |

| Skjeberg 15 maggio 2016 | Sarpsborg Olavs Menn | 57 – 7 | Haugesund Hurricanes | Skjeberg Sportsplass |

#### 6ª giornata
| Trondheim 21 maggio 2016 | NTNUI Nidaros Domers | 33 – 0 | Drammen Warriors | Lade idrettspark |

| Skjeberg 21 maggio 2016 | Sarpsborg Olavs Menn | 14 – 15 | Åsane Seahawks | Skjeberg Sportsplass |

#### 7ª giornata
| Trondheim 28 maggio 2016 | NTNUI Nidaros Domers | 36 – 0 | Åsane Seahawks | Lade idrettspark |

| Haugesund 28 maggio 2016 | Haugesund Hurricanes | 30 – 8 | Sarpsborg Olavs Menn | Haugesund Idrettspark |

#### 8ª giornata
| Lillestrøm 4 giugno 2016 | Åsane Seahawks | 6 – 7 | NTNUI Nidaros Domers | Vigernesjordet Idrettspark |

| Drammen 4 giugno 2016 | Drammen Warriors | 10 – 20 | Haugesund Hurricanes | Assiden Idrettspark |

### Classifica
La classifica della regular season è la seguente:
- PCT = percentuale di vittorie, G = partite giocate, V = partite vinte,  P = partite perse, PF = punti fatti, PS = punti subiti

| Pos. | Squadra              | PCT   | G | V | N | P | PF  | PS  |
| ---- | -------------------- | ----- | - | - | - | - | --- | --- |
| 1    | NTNUI Nidaros Domers | 1.000 | 6 | 6 | 0 | 0 | 194 | 33  |
| 2    | Åsane Seahawks       | .667  | 6 | 4 | 0 | 2 | 171 | 70  |
| 3    | Sarpsborg Olavs Menn | .500  | 6 | 3 | 0 | 3 | 114 | 92  |
| 4    | Haugesund Hurricanes | .333  | 6 | 2 | 0 | 4 | 77  | 205 |
| 5    | Drammen Warriors     | .000  | 6 | 0 | 0 | 6 | 34  | 190 |

## Wildcard per la NM-finale
| Åsane 11 giugno 2016 | Åsane Seahawks | 42 – 0 referto | Sarpsborg Olavs Menn | Varden skole |

| Trondheim 11 giugno 2016 | NTNUI Nidaros Domers | 42 – 6 referto | Haugesund Hurricanes | Lade idrettspark |

## Verdetti
- NTNUI Nidaros Domers campioni e promossi in Eliteserien 2017
- Åsane Seahawks promossi in Eliteserien 2017